# 前田芳實
前田 芳實（まえだ よしざね、1945年1月 - ）は、日本の農学者。農学博士。専門は畜産学。遺伝子や蛋白質制御についての研究が業績として挙げられる。鹿児島大学第12代学長・名誉教授。同大学の農学研究科・農学部長や理事も歴任。地元鹿児島の肉用牛の研究やトカラ馬の調査などもおこなった。

## 経歴
鹿児島県立甲南高等学校を1963年3月に卒業し、在学中は生物部で部活動をおこなっていた。同年4月、鹿児島大学農学部に新設の畜産学科へ1期生として入学し、自主研究会も立ち上げ学業に取り組む。1967年3月、同学科を卒業。1969年3月、鹿児島大学大学院農学研究科（畜産学）を修了し農学修士。1969年3月鹿児島大学農学部助手となり、1981年10月助教授に就任。その間、1977年3月に論文「ウズラの蛋白質多型現象に関する遺伝育種学的研究」で九州大学から農学博士を取得し、1978年9月から1979年9月にジョージア大学Research Associate。1994年7月鹿児島大学農学部教授へ昇任し、2009年3月まで務める。「家禽における蛋白質代謝制御の遺伝学的解析とその育種への応用」で1994年度日本家禽学会賞を受賞。1996年、Worlds Poultry Science Association Award受賞。1997年からミシガン州立大学客員教授を兼任。
鹿児島大学教授職の間、遺伝子実験施設長（2000年4月-2002年3月）、生命科学資源開発研究センター長（2002年4月-2004年3月）、農学部付属農場長（2005年4月-2006年3月）、農学研究科・農学部長（2006年4月-2009年3月）を歴任。
2009年4月から鹿児島大学理事となり（2013年3月まで）、2013年4月1日から2019年3月31日まで第12代鹿児島大学学長を2期6年間務める。学長を退任した2019年、鹿児島大学名誉教授。
2021年、瑞宝中綬章受章。
学会では日本畜産学会理事も務めた。2010年度に日本家禽学会功労賞を受け、2017年度には「家畜・家禽のタンパク質およびDNA多型，筋肉タンパク質代謝制御に関する研究の推進と後進者の育成」に対して日本畜産学会功労賞（西川賞）が授与された。